# Rødekro
Rødekro (tyska: Rothenkrug) är en tätort i Åbenrå kommun i Region Syddanmark i Danmark. Tätorten har 6 193 invånare (2024). Den ligger på Jylland, cirka 6 kilometer nordväst om Åbenrå. Rødekro var centralort i Rødekro kommun fram till kommunreformen 2007.